# 文英
文英（1936年9月9日—2009年8月5日），台灣女藝人、電視和電影演員，本名龔黃錦涼，日治時代日文名為「英子」（えいこ），生於台北。在演藝圈內被尊稱為「文英阿姨」，由於其樂觀直爽的個性與親和力，於演藝圈有廣闊人脈，並有藝人許傑輝、利菁、楊貴媚等乾子女，活躍於台灣電視圈綜藝節目和廣告拍攝。

## 生平
文英出生四十多天後就被送給別人當養女，其家裡有九兄弟姊妹。為擔負家計，1953年加入黑貓歌舞團，正式展開演藝生涯，表演功夫與高難度動作（諸如劈腿、拉筋等）皆由此練成。也因為該歌舞團為當時台灣一流的歌舞團，奠定她的演藝界地位。1955年，與演員方龍結婚，而後冠夫姓「龔」。方龍為她取藝名為文英，並育有五子女。

### 出道
1962年，經演員小戽斗介紹，加入剛開台的台灣電視公司，成為旗下藝員之一；其後，演出的劇集包括《母雞帶小鴨》（1992年2月23日～1993年2月21日，華視）、《追妻三人行大運》（1990年6月，華視）等。雖只演配角，獨特喜感和親切直率的魅力讓她廣受歡迎。

### 電影演出
1984年，開始投身電影圈。1987年，她在王童執導的電影《稻草人》中飾演刻苦持家的大嫂一角，毫不矯飾的生動演技使她入圍金馬獎最佳女配角獎，並因此獲當年台灣大專生參與投票之“學苑金像獎”最佳女配角獎；1992年，以電影《無言的山丘》中的老鴇一角再次入圍金馬獎最佳女配角獎；1995年，在陳玉勳執導的電影《熱帶魚》中，飾演綁匪林正盛的阿姨，有趣與鮮活的演出使其三次入圍，終於在電影《熱帶魚》獲得金馬獎最佳女配角，加上其純正的台語，讓她成為台灣鄉土婦女形象的不二人選。

### 晚年
- 2006年5月18日，她在家中突然出血性中風，緊急從板橋送到台北住院急救。經兩個月休養後，在7月13日復出接綜藝節目通告，但視覺受些微影響。
- 2008年於偶像劇《不良笑花》中演出阿嬤一角，活潑逗趣。該劇製作人柴智屏已為她報名金鐘獎，未料她辭世，柴智屏表示：「若真拿獎，也來不及了，是個很大遺憾。」
- 2009年2月傳出診斷肺腺癌第三期[1][2][3]，斷絕與外界連絡並接受化療。

### 逝世
- 2009年8月5日，因癌細胞入侵腦部引發敗血症，經搶救後宣告無效，於當日上午10時48分病逝台大醫院，享壽72歲[1]。

### 榮譽
- 1995年 以電影《熱帶魚》獲得第32屆金馬獎最佳女配角[1]
- 2009年 在第44屆金鐘獎中追頒終身成就獎，以感謝她對演藝圈所做的付出。

## 演出電影
| 年代   | 片名                      | 飾演       |
| 1984年 | 《嫁妝一牛車》            |            |
| 1984年 | 《老莫的第二個春天》      |            |
| 1984年 | 《他摃龜，我發財》        |            |
| 1985年 | 《彰化脫褲莊》            |            |
| 1985年 | 《陽春老爸》              |            |
| 1985年 | 《乞丐與藝旦》            |            |
| 1985年 | 《最想念的季節》          |            |
| 1985年 | 《校園檔案》              |            |
| 1985年 | 《人間男女》              |            |
| 1985年 | 《八番坑口的新娘》        | 江萬水之母 |
| 1985年 | 《典妻》                  |            |
| 1985年 | 《我這樣過了一生》        | 柴媽媽     |
| 1985年 | 《打鬼救夫》              |            |
| 1986年 | 《父子關係》              |            |
| 1986年 | 《母牛一條》              |            |
| 1986年 | 《糊塗妙賊小神偷》        |            |
| 1986年 | 《他摃龜我發財》          |            |
| 1986年 | 《瘋狂大家樂》            |            |
| 1986年 | 《小鎮醫生的愛情》        |            |
| 1986年 | 《你瀟灑我漂亮》          |            |
| 1986年 | 《勇闖江湖(馬路小英雄)》  |            |
| 1986年 | 《五府千歲與囝仔公》      | 媒人婆     |
| 1987年 | 《失蹤人口》              |            |
| 1987年 | 《周成過台灣》            |            |
| 1987年 | 《借妻》                  |            |
| 1987年 | 《稻草人》                | 陳發老婆   |
| 1988年 | 《落山風》                |            |
| 1988年 | 《媽媽再愛我一次》        | 秋霞姨母   |
| 1988年 | 《水汪汪》                |            |
| 1988年 | 《心機》                  |            |
| 1988年 | 《女歡男愛》              |            |
| 1988年 | 《陰間響馬，吹鼓吹》      |            |
| 1989年 | 《股市大拼盤》            |            |
| 1989年 | 《小人物》                |            |
| 1989年 | 《晚春情事》              |            |
| 1989年 | 《0099大發財》            |            |
| 1989年 | 《香蕉天堂》              | 香蕉嫂     |
| 1989年 | 《過河小卒》              |            |
| 1989年 | 《流氓世家》              |            |
| 1990年 | 《鬼出嫁》                |            |
| 1990年 | 《又見操場》              |            |
| 1990年 | 《少爺當大兵》            |            |
| 1991年 | 《兄弟珍重》              |            |
| 1991年 | 《那根所有權》            | 阿水嫂     |
| 1992年 | 《無言的山丘》            | 媽媽桑     |
| 1992年 | 《世上只有媽媽好》        |            |
| 1995年 | 《熱帶魚》                | 阿姨       |
| 1995年 | 《去年冬天》              |            |
| 1998年 | 《魔法阿媽》              | 配音       |
| 2000年 | 《野鴿子》                |            |
| 2002年 | 《自由門神》              |            |
| 2004年 | 《生死速遞》              |            |
| 2021年 | 《魔法阿媽 4K數位修復版》 | 配音       |

## 電視

### 主持
| 年代   | 節目              | 頻道       |
| 1994年 | 《今夜女人香》    | TVBS       |
| 1996年 | 《星期天怕怕》    | 超視       |
| 2000年 | 《美食大國民》    | 八大綜藝台 |
| 2001年 | 《辣嬤旅行團》    | 三立都會台 |
| 2005年 | 《喂~是在搞什麼鬼》 | 衛視中文台 |

### 連續劇
| 年代   | 頻道             | 劇名                            | 飾演                            | 備註                                                                                             |
| 1977年 | 中視             | 《花落花開》                    | 方瑞霞                          |                                                                                                  |
| 1980年 | 台視             | 楊麗花歌仔戲 《龍鳳再生緣》     | 梁夫人                          |                                                                                                  |
| 1981年 | 台視             | 楊麗花歌仔戲 《朱洪武與劉伯溫》 | 金氏                            |                                                                                                  |
| 1982年 | 華視             | 葉青歌仔戲《灞橋煙柳》          | 張嫂                            |                                                                                                  |
| 1983年 | 台視             | 《星星知我心》                  | 孫太太                          | 共40集，1983年8月15日～1983年10月14日，每週一至週五20:00～21:00播出                              |
| 1983年 | 台視             | 楊麗花歌仔戲《萬花樓》          | 西遼王妃                        |                                                                                                  |
| 1983年 | 華視             | 葉青歌仔戲《人面桃花》          | 王嫂                            |                                                                                                  |
| 1983年 | 華視             | 葉青歌仔戲《紅鬃烈馬》          | 安人                            |                                                                                                  |
| 1984年 | 華視             | 葉青歌仔戲《孟麗君》            | 蘇大娘                          |                                                                                                  |
| 1986年 | 台視             | 《十一哥》                      | 阿撿姨                          | 1986年4月25日～1986年6月10日，19:00～19:30播出                                                   |
| 1986年 | 台視             | 《祖母的嫁妝》                  | 李文英                          | 1986年7月26日～1986年9月10日，19:00～19:30播出                                                   |
| 1987年 | 台視             | 《今夜相思雨》                  | 羅母                            |                                                                                                  |
| 1987年 | 華視             | 《好鄰居》                      | 王金釧                          |                                                                                                  |
| 1987年 | 華視             | 葉青歌仔戲《春江花月夜》        | 尤娘                            |                                                                                                  |
| 1988年 | 中視             | 《母親我愛你》                  | 阿福嫂                          | 共31集，1988年6月23日～1988年7月29日，每週一至週五20:00～21:03播出                               |
| 1988年 | 華視             | 《酒瓶可賣否》                  | 黃母                            | 首播日期 1988-11-08 ～ 1988-12-16 播出時段 18:30 - 19:00                                         |
| 1989年 | 華視             | 《全家福》                      | 江媽媽                          | 共72集，1989年1月7日～1989年9月16日，每週六及週日19:00～19:30播出                                |
| 1989年 | 華視             | 《隔壁親家》                    | 來婦                            |                                                                                                  |
| 1989年 | 華視             | 《快樂車行》                    |                                 |                                                                                                  |
| 1990年 | 華視             | 《佳家福》                      | 江媽媽                          |                                                                                                  |
| 1990年 | 華視             | 《追妻三人行大運》              | 林阿妹                          |                                                                                                  |
| 1990年 | 台視             | 《三媽再生》                    | 阿英                            |                                                                                                  |
| 1991年 | 台視             | 《廖添丁傳奇》                  | 阿腰                            |                                                                                                  |
| 1991年 | 華視             | 《朋友好久不見》                |                                 |                                                                                                  |
| 1991年 | 華視             | 《創作劇坊——甜蜜戰爭》          |                                 | 共27集，1991年5月10日～1991年11月8日，每週五21:30～22:30播出                                     |
| 1992年 | 華視             | 《母雞帶小鴨》                  | 江媽媽(章彩荷)                  | 共104集，1992年2月23日～1993年2月21日，每週六及週日19:30～20:00播出                              |
| 1994年 | 華視             | 《納桑嘛谷－我的家》            | 江媽媽                          | 共72集，1994年5月15日～1995年9月30日，前期於每週日19:30～20:00播出，後期於每週六16:00～16:30播出 |
| 1994年 | 台視             | 《與丈夫共枕》                  | 阿雪                            | 週一至週五21：30～22：30播出                                                                     |
| 1995年 | 公視             | 《人生劇展—阿爸！我揹你去看戲》 | 阿水婆                          |                                                                                                  |
| 1995年 | 華視             | 《醒世媳婦》                    | 金葉嬸                          |                                                                                                  |
| 1995年 | 超視             | 《我們一家都是人》系列單元劇    | 林小姐 /老闆娘/台灣他娘 /阿滿姨 |                                                                                                  |
| 1996年 | 華視             | 《再愛我一次》                  | 儉                              |                                                                                                  |
| 1997年 | 中視             | 《家是一窩豬》                  |                                 | 共12集，1997年3月15日～1997年5月31日                                                             |
| 1998年 | 台視             | 《一品夫人芝麻官》              | 吳母                            |                                                                                                  |
| 1999年 | 華視             | 《吉祥如意年年來》              | 高黃淑珠                        |                                                                                                  |
| 1999年 | 民視             | 《某大姐》                      | 林吳金枝                        |                                                                                                  |
| 2000年 | 民視             | 《民視劇場─刈香》               | 周游美淑                            | 共1集                                                                                            |
| 2000年 | 三立台灣台       | 《伴阮過一生》                  | 阿滿                            |                                                                                                  |
| 2001年 | 中視             | 《超級總舖師》                  | 林粉娥                          | 共40集，2001年1月15日～2001年3月9日，每週一至週五12：30～13：00播出                              |
| 2003年 | 中視             | 《午間劇場——文英ㄟ厝邊》        | 蔡文英                          | 2003年12月～2004年，每週一至週五12:35～13:05播出                                                 |
| 2006年 | 公視             | 《人生劇展—我家有張協商桌》     | 蔡麗華                          | 共1集                                                                                            |
| 2007年 | 三立台灣台       | 《我一定要成功》                | 王秀喜                          | 共201集，2007年9月19日～2008年6月25日，每週一至週五20:00～22:00播出                              |
| 2008年 | 華視、東森戲劇台 | 《不良笑花》                    | 阿八嬸                          |                                                                                                  |

### 綜藝節目短劇演出
| 頻道 | 節目            | 飾演 |
| 華視 | 連環泡 胡說巴道 | 姨媽 |

### 廣告
- 行政院新聞局「反仿冒」宣導廣告——廣告詞是「仿冒品沒有品質保證，買了就會吃虧上當。」
- 牛頭牌玉米醬
- 愛麵族炸醬麵
- 荷蘭營養女神 補體素
- 愛之味鮪魚片——「鮪魚聰明蛋」篇。
- 臺鹽健康低鈉鹽——廣告詞是「讓健康跟得上時代。」（與蕭艾、林瑞陽共演）
- 臺鹽健康美味鹽——廣告詞是「健康美味的好夥伴。」
- 味全高鮮味精——「超市」篇，廣告詞是「呷健康，呷好味」。
- 味全高鮮味精——「加一匙就是人間美味」篇，廣告詞是「看到他（扮演文英男房客的黃維德）呷我煮的菜，這麼認真，這就是山珍海味啦。」
- 五洲製藥「阿鈣」（2004年）——廣告詞是「天天吃阿鈣，我有健康的膝蓋。」因其押韻，而成為坊間流行廣告詞。
- 佳格食品「桂格養生穀粉」（2006年）
- 美國人壽（現友邦人壽）「老神在在」銀髮族意外險（2009年）——「老神在在」篇。
- 台灣櫻花「櫻花抽油煙機」（2009年）——廣告詞是「無網油膩膩！」

## 唱片
| 專輯名稱                                    | 發行公司               | 發行日期          | 語言 | 曲目 |
| ------------------------------------------- | ---------------------- | ----------------- | ---- | --- |
| 《糊塗總舖師》個人專輯，CD編號WCD-2169      | 上華唱片               | 1997年8月發行     | 台語 | 曲目 1. 糊塗總舖師 2. 唉唷卡門 3. 數字歌 4. 中山北路行七擺 5. 給天下無情的男性 6. 快車小姐 7. 三年前的我 8. 糊塗裁縫師 9. 女性的復仇 10. 媒人的話 11. 流浪的拳頭師 12. 三年後的我 |
| 《魔法阿媽之戀愛2世代》2枚組，CD編號MSD-047 | 種子音樂製作、魔岩唱片 | 1999年3月18日發行 | 台語 | 曲目 1. 怪獸 |
| 《抓狂歌》                                  | 滾石唱片               | 1989年11月7日發行 | 台語 | 曲目 1. 計程車 |

## 獎項

### 金馬獎
| 年份   | 獲提名         | 獎項                     | 結果 |
| ------ | -------------- | ------------------------ | ---- |
| 1987年 | 《稻草人》     | 第24屆金馬獎最佳女配角獎 | 提名 |
| 1992年 | 《無言的山丘》 | 第29屆金馬獎最佳女配角獎 | 提名 |
| 1995年 | 《熱帶魚》     | 第32屆金馬獎最佳女配角獎 | 獲獎 |

### 金鐘獎
| 年份   | 獲提名 | 獎項                   | 結果       |
| ------ | ------ | ---------------------- | ---------- |
| 2009年 |        | 第44屆金鐘獎終身成就獎 | 獲獎(追頒) |

### 臺北電影獎
| 年份   | 獲提名 | 獎項                       | 結果 |
| ------ | ------ | -------------------------- | ---- |
| 2010年 |        | 第12屆台北電影獎電影產業獎 | 獲獎 |

## 外部連結
- YouTube上的「文英追思會」影音 2009/8/19頻道
- 文英在互联网电影资料库（IMDb）上的資料（英文）
- 文英在香港影庫上的簡介
- 文英在豆瓣上的资料（简体中文）
- 文英在时光网上的簡介（简体中文）